# Ум-Гені
Ум-Гені (араб. أم هاني) — село в Тунісі, у вілаєті Бізерта. Знаходиться у південно-східному напрямку від м. Мензель-Бургіба.
| Туніс | Це незавершена стаття з географії Тунісу. Ви можете допомогти проєкту, виправивши або дописавши її. |